# Monostoma
Monostoma is een geslacht van kreeftachtigen uit de klasse van de Ichthyostraca.